# صومعه کوچک بنیدزور
صومعه کوچک بنیدزور (ارمنی: Բնիձորի փոքր վանք؛ انگلیسی: Bnidzor) یک کلیسا متعلق به کلیسای حواری ارمنی واقع در شهر شاهومیانی،  گرجستان می‌باشد. ساخت و ساز این ساختمان در سده‌های 16-17ام میلادی؛ به پایان رسید. این بنا به سبک معماری ارمنی طراحی شده است.